# Grand Aréa
Il Grand Aréa (2869 m) è un monte del Massiccio dei Cerces nelle Alpi Cozie. Si trova nel dipartimento francese delle Alte Alpi.

## Geologia

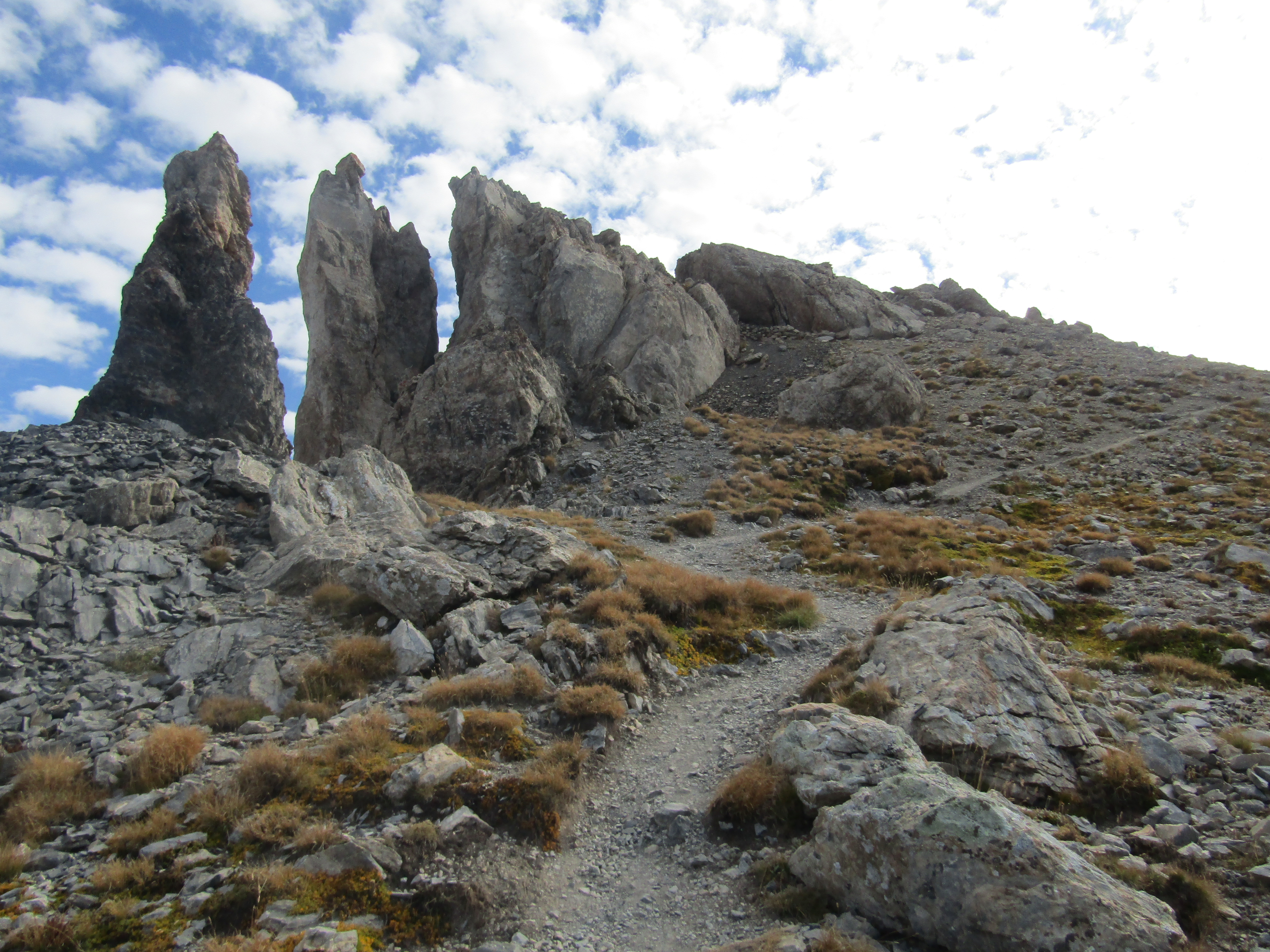
Il sentiero che sale dal col de Buffère

Il crinale che separa le vallate della Clarée e della Guisane, dove è collocata la Grand Aréa, è noto ai geologi per la presenza di rocce calcaree di origine triassica.

## Caratteristiche
La montagna si trova tra la Valle della Guisane e la Valle della Clarée, a nord-ovest del Colle del Granon e della Gardiole. Il crinale continua verso ovest scendendo al col de Buffère e proseguendo poi in direzione della Pointe des Cerces.

## Salita alla vetta

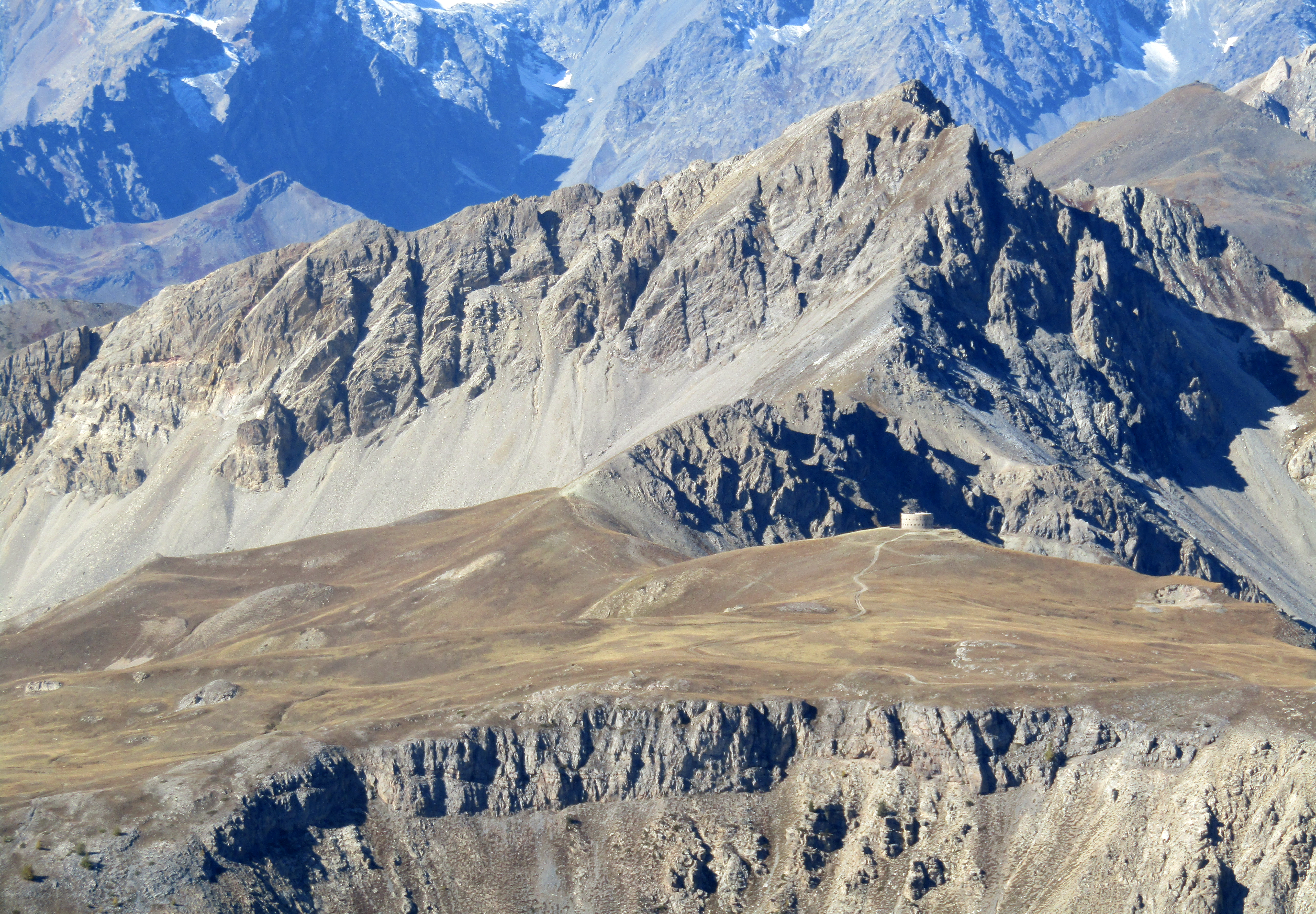
Vista dalla Pointe de Pécé

Si può raggiungere il Grand Aréa per sentiero con partenza da varie località circostanti. La salita dalla Valle della Clarée per il Col de Buffère è considerata di difficoltà escursionistica E.
La montagna è anche una classica meta di escursioni scialpinistiche.

## Punti di appoggio

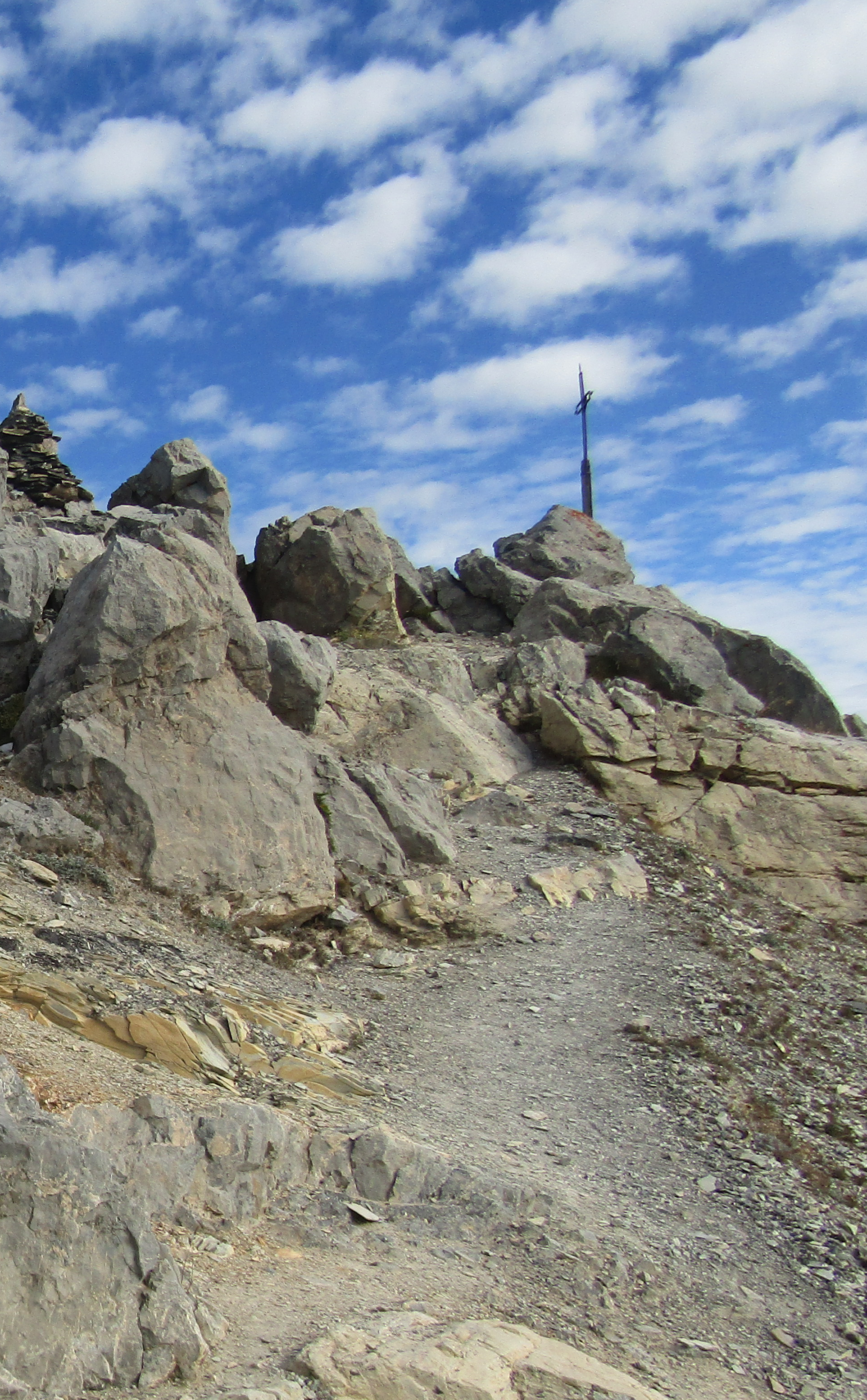
La vetta della montagna

- Refuge de Buffère (2076 m),

## Cartografia
- Cartografia ufficiale francese, Institut géographique national.
- Istituto Geografico Centrale - Carta dei sentieri e dei rifugi scala 1:50.000 n. 1 Valli di Susa Chisone e Germanasca